# Euryzygomatomys
Euryzygomatomys és un gènere de rosegador de la família de les rates espinoses. Les dues espècies vivents d'aquest grup viuen a Sud-amèrica. Se n'han trobat fòssils que daten del Plistocè i pertanyen a l'espècie extinta E. hoffstetteri. El tàxon germà d'aquest grup és el gènere Clyomys i, de fet, s'ha suggerit que podrien ser sinònims. Al crani, la bul·la també és remarcablement gran.